# ボドオルガン駅
ボドオルガン駅（英語:Bodorgan Station）とは、イギリス、ウェールズ、グウィネズに存在するノース・ウェールズ・コースト線の駅。

## 歴史
1849年10月にチェスター・アンド・ホーリーヘッド鉄道の駅として開業した。後にロンドン・アンド・ノース・ウェスタン鉄道、ロンドン・ミッドランド・アンド・スコティッシュ鉄道に継承されイギリス国鉄の駅となった。民営化を経て、2020年現在はトランスポート・フォー・ウェールズが当駅に発着する列車を運行している。

## 概要
グウィネズの中でもアングルシー島に存在し、ボドオルガンやベセル等の人々に利用されている。この駅は無人駅で、停車要求を出さないと列車が通過するリクエスト・ストップの駅である。ホーリーヘッド駅行の西行列車とシュールズベリー駅、クルー駅、バーミンガム国際駅、カーディフ駅行の東行列車が到着する。また、停車するのはトランスポート・フォー・ウェールズの列車のみであり、アヴァンティ・ウェスト・コーストの列車は当駅を通過する。

## 駅周辺
駅周辺にはボドオルガン、ベゼル、スランガドゥアラドル、ハーモン、マストライス、トレドライス等の集落が存在する。また、A4080道路が駅周辺を通っているが、駅周辺は草原が広がっている。
また、駅より多少離れた位置にはアベルフラウ湾やRAFモナ等が存在する。

## 利用状況
- 2004-05年 - 3,754人
- 2005-06年 - 3,626人
- 2006-07年 - 4,939人
- 2007-08年 - 4,199人
- 2008-09年 - 3,966人
- 2009-10年 - 5,354人

## 隣の駅
ナショナル・レール
■トランスポート・フォー・ウェールズ
ノース・ウェールズ・コースト線
スランヴァイルプール駅 - ボドオルガン駅 - タイ・クロス駅
- かつてはスランヴァイルプール駅との間にガイルウエン駅が存在した。